# Simple
Simple SA – polski producent rozwiązań informatycznych oferujący systemy ERP, CRM, BPM, HRM i BI. W latach 2000–2022 roku Simple SA była notowana na Giełdzie Papierów Wartościowych w Warszawie.